# Hymenostemma
Hymenostemma là một chi thực vật có hoa trong họ Cúc (Asteraceae).

## Loài
Chi Hymenostemma gồm các loài: